# Håkon Mjøen
Håkon Mjøen est né le 5 novembre 1944 à Oppdal, c'est un ancien skieur alpin norvégien.
Le 14 janvier 1968, il obtient son meilleur résultat : une 2e place au slalom de Lauberhornrennene à Wengen en Suisse.
Lors de la 1re coupe du monde qui a lieu à Kirkerudbakken (Bærum-Norvège), il termine à la 3e place derrière le français Patrick Russel et le suisse Dumeng Giovanoli.
Il compte au total 6 places dans le Top 10.